# That's All She Wrote
That's All She Wrote er en sang af rapperne T.I. og Eminem, fra T.I.'s syvende studiealbum No Mercy. Sangen blev udgivet som anden single fra albummet. 